# Ворскла (стадион)
Стадион «Ворскла» имени Алексея Бутовского — стадион в городе Полтава, открытый в 1951 году. Вмещает 25 000 зрителей. Домашний стадион клуба Украинской Премьер-лиги «Ворскла».

## История
В мае 1913 года, на месте современного стадиона, открылась спортивная площадка. Через 38 лет на месте спортплощадки открыт новый стадион «Урожай» с трибунами на семь с половиной тысяч мест. В 1957 году количество мест на южной и северной трибуне увеличено до восьми с половиной тысяч, построено западную и восточную трибуны на такое же количество мест. Вместимость стадиона увеличились до 17 тысяч мест. В 1962—1963 годах очередная реконструкция. В 1968 году началась очередная реконструкция стадиона, которая продолжалась шесть лет. После неё главная арена города стала вмещать более 30 тысяч зрителей. В 1980 году Олимпийский огонь Московской Олимпиады сутки гостил в Полтаве, в частности на стадионе. К этому событию на восточной трибуне было специально упорядоченное место под факел.
В 1995 году начало масштабной реконструкции. Произведена реконструкция футбольного поля, подтрибунных помещений: раздевалок, судейской комнаты, офиса клуба. В 1997 году установили системы электроподогрева футбольного поля и открылся ресторан «Ворскла». Через год установка электронного табло, замена деревянных на индивидуальные пластиковые сидения, ввод в действие VIP-трибуны и информационного центра. Перед Суперкубком, в 2008 году, были укреплена восточная трибуна и установлено новое мультимедийное табло.
15 июля 2008 года на стадионе был разыгран Суперкубок Украины по футболу, победителем стал донецкий «Шахтёр», который победил киевское «Динамо» в серии послематчевых пенальти со счетом 5:3.
5 июля 2011 года во второй раз на стадионе был разыгран Суперкубок Украины по футболу, победителем стало киевское «Динамо» в основное время победившее донецкий «Шахтер» со счетом 1:3.
13 мая 2014 года, за два дня до финала Кубка Украины, ФФУ приняла решение о его проведении на стадионе «Ворскла», окончательно подтверждённое 14 мая. Финальный матч состоялся 15 мая (ввиду запоздалой продажи билетов трибуны заполнились меньше, чем наполовину). Победителем стали динамовцы Киева, в основное время выигравшие у донецкого «Шахтёра» со счетом 2:1.
Предыдущие названия: «Урожай» (1951—1956), «Колхозник» (1956—1963), «Колос» (1963—1990), «Ворскла» (1990—2008). Современное название стадион получил в июне 2008 года, когда к названию добавили имя Алексея Бутовского.